# Färöischer Fußballpokal der Frauen 1998
Der Färöische Fußballpokal der Frauen 1998 fand zwischen dem 5. April und 25. Juni 1998 statt und wurde zum neunten Mal ausgespielt. Im Endspiel, welches im Gundadalur-Stadion in Tórshavn auf Kunstrasen ausgetragen wurde, siegte HB Tórshavn mit 2:1 gegen Titelverteidiger B36 Tórshavn.
HB Tórshavn und B36 Tórshavn belegten in der Meisterschaft die Plätze zwei und eins. Mit VB Vágur erreichte ein Zweitligist das Halbfinale.
Für HB Tórshavn war es der dritte Sieg bei der vierten Finalteilnahme, für B36 Tórshavn die erste Niederlage bei der sechsten Finalteilnahme.

## Teilnehmer
Teilnahmeberechtigt waren folgende 13 A-Mannschaften der ersten und zweiten Liga:
| 1. Deild                                                                      | 2. Deild                                                          |
| B36 Tórshavn EB Eiði HB Tórshavn KÍ Klaksvík LÍF Leirvík NSÍ Runavík Skála ÍF | B68 Toftir FS Vágar ÍF Fuglafjørður SÍ Sumba TB Tvøroyri VB Vágur |

## Modus
Die fünf besten Mannschaften der 1. Deild 1997 waren für die Gruppenphase gesetzt. Die verbliebenen Teams spielten in zwei Runden die restlichen drei Teilnehmer aus. In der Gruppenphase spielte jede Mannschaft zwei Mal gegen jede andere, wobei sich die Erst- und Zweitplatzierten jeder Gruppe für die nächste Runde qualifizierten. Anschließend wurde im  K.-o.-System weitergespielt.

## 1. Runde
Die Partien der 1. Runde fanden am 5. April statt.
|             | Ergebnis  |                 |
| ----------- | --------- | --------------- |
| FS Vágar    | 0:9 (0:5) | VB Vágur        |
| TB Tvøroyri | 1         | ÍF Fuglafjørður |

## 2. Runde
Die Partien der 2. Runde fanden zwischen dem 8. und 16. April statt.
|          | Ergebnis     |             |
| -------- | ------------ | ----------- |
| SÍ Sumba | 11:2 (1:1) 1 | NSÍ Runavík |
| VB Vágur | 2w/o 2       |             |
| Skála ÍF | 32:5 (1:2) 3 | B68 Toftir  |

## Gruppenphase
Die Partien der Gruppenphase fanden zwischen dem 16. April und 17. Mai statt.

### Gruppe 1
| Pl. | Verein       | Sp. | S | U | N | Tore    | Diff. | Punkte |
| --- | ------------ | --- | - | - | - | ------- | ----- | ------ |
| 1.  | HB Tórshavn  | 6   | 6 | 0 | 0 | 035:400 | +31   | 18     |
| 2.  | B36 Tórshavn | 6   | 3 | 0 | 3 | 019:120 | +7    | 09     |
| 3.  | EB Eiði      | 6   | 2 | 1 | 3 | 010:190 | −9    | 07     |
| 4.  | B68 Toftir   | 6   | 0 | 1 | 5 | 004:330 | −29   | 01     |

| 16. April 1998 |            |              |
| B36 Tórshavn   | 1:2 (1:2)  | HB Tórshavn  |
| 19. April 1998 |            |              |
| B68 Toftir     | 0:5 (0:2)  | B36 Tórshavn |
| EB Eiði        | 0:3 (0:1)  | HB Tórshavn  |
| 22. April 1998 |            |              |
| B36 Tórshavn   | 10:0 (1:0) | EB Eiði      |
| 26. April 1998 |            |              |
| B68 Toftir     | 2:2 (0:0)  | EB Eiði      |
| HB Tórshavn    | 7:1 (3:0)  | B36 Tórshavn |
| 29. April 1998 |            |              |
| EB Eiði        | 5:0 (5:0)  | B68 Toftir   |
| 2. Mai 1998    |            |              |
| EB Eiði        | 3:2 (0:1)  | B36 Tórshavn |
| 3. Mai 1998    |            |              |
| HB Tórshavn    | 13:0 (6:0) | B68 Toftir   |
| 7. Mai 1998    |            |              |
| B68 Toftir     | 2:8 (1:2)  | HB Tórshavn  |
| 10. Mai 1998   |            |              |
| B36 Tórshavn   | w/o 1      | B68 Toftir   |
| HB Tórshavn    | 2:0 (2:0)  | EB Eiði      |

### Gruppe 2
| Pl. | Verein      | Sp. | S | U | N | Tore    | Diff. | Punkte |
| --- | ----------- | --- | - | - | - | ------- | ----- | ------ |
| 1.  | VB Vágur    | 6   | 5 | 1 | 0 | 028:600 | +22   | 16     |
| 2.  | KÍ Klaksvík | 6   | 4 | 1 | 1 | 040:900 | +31   | 13     |
| 3.  | NSÍ Runavík | 6   | 1 | 1 | 4 | 015:370 | −22   | 04     |
| 4.  | LÍF Leirvík | 6   | 0 | 1 | 5 | 008:390 | −31   | 01     |

| 19. April 1998 |            |             |
| LÍF Leirvík    | 2:9 (0:3)  | KÍ Klaksvík |
| VB Vágur       | 7:0 (4:0)  | NSÍ Runavík |
| 22. April 1998 |            |             |
| NSÍ Runavík    | 8:1 (3:0)  | LÍF Leirvík |
| 24. April 1998 |            |             |
| KÍ Klaksvík    | 12:1 (5:1) | NSÍ Runavík |
| 25. April 1998 |            |             |
| LÍF Leirvík    | 0:7 (0:2)  | VB Vágur    |
| 26. April 1998 |            |             |
| NSÍ Runavík    | 2:7 (1:2)  | KÍ Klaksvík |
| VB Vágur       | 3:2 (3:1)  | LÍF Leirvík |
| 3. Mai 1998    |            |             |
| VB Vágur       | 1:1 (0:0)  | KÍ Klaksvík |
| 8. Mai 1998    |            |             |
| LÍF Leirvík    | 3:3 (2:2)  | NSÍ Runavík |
| 10. Mai 1998   |            |             |
| KÍ Klaksvík    | 9:0 (5:0)  | LÍF Leirvík |
| NSÍ Runavík    | 1:7 (1:6)  | VB Vágur    |
| 17. Mai 1998   |            |             |
| KÍ Klaksvík    | 2:3 (1:2)  | VB Vágur    |

## Halbfinale
Die Hinspiele im Halbfinale fanden am 21. Mai statt, die Rückspiele am 30. Mai.
|             | Gesamt |              | Hinspiel  | Rückspiel |
| ----------- | ------ | ------------ | --------- | --------- |
| HB Tórshavn | 11:40  | KÍ Klaksvík  | 6:4 (3:1) | 5:0 (1:0) |
| VB Vágur    | 3:4    | B36 Tórshavn | 3:0 (3:0) | 0:4 (0:2) |

## Finale
Das Spiel sollte ursprünglich am 4. Juli ausgetragen werden, wurde jedoch auf den 25. Juni vorgezogen.
| Paarung        | HB Tórshavn – B36 Tórshavn |
| Ergebnis       | 2:1 (0:0) |
| Datum          | 25. Juni 1998 |
| Stadion        | Gundadalur, Tórshavn |
| Schiedsrichter | Bergur Magnussen (Streymnes) |
| Tore           | 1:0 Eyðvør Thomsen (47.) 1:1 Rakul N. Joensen (55.) 2:1 Teresa S. Johnsson (65.) |
| HB Tórshavn    | Annika Hansen – Ann Hansen, Liljan av Fløtum Petersen, Eyðvør Thomsen (74. Vivian Unadóttir), Silja á Borg Færø – Maria Schantz Johnsson, Annika Godtfred, Helga Ellingsgaard, Eyðvør úr Dímun , Eyðfríð Kristiansen – Teresa S. Johnsson    |
| B36 Tórshavn   | Beinta Lisberg – Arnbjørg Danielsen, Katrin Lindberg, Sólgerð Viderø, Maria Vang Justinussen, Marjun Herup Olsen, Anja Rein (32. Guðrið Dam), Sólvá Joensen , Rannvá av Húsabrúgv (85. Sunfríð Simonsen), Rakul N. Joensen, Anja Maria Weyhe |
| Gelbe Karten   | Eyðvør úr Dímun – Guðrið Dam |

## Torschützenliste
Bei gleicher Anzahl von Treffern sind die Spielerinnen nach dem Nachnamen alphabetisch geordnet.
| Platz | Spieler              | Verein       | Tore |
| ----- | -------------------- | ------------ | ---- |
| 1     | Halltóra Joensen     | VB Vágur     | 20   |
| 2     | Rannvá B. Andreasen  | KÍ Klaksvík  | 16   |
| 3     | Teresa S. Johnsson   | HB Tórshavn  | 15   |
| 4     | Guðrun í Lágabø      | VB Vágur     | 09   |
| 5     | Joan Midjord Joensen | KÍ Klaksvík  | 08   |
| 5     | Eyðfríð Kristiansen  | HB Tórshavn  | 08   |
| 7     | Eyðvør úr Dímun      | HB Tórshavn  | 07   |
| 8     | Rakul N. Joensen     | B36 Tórshavn | 05   |
| 8     | Anja Rein            | B36 Tórshavn | 05   |
| 8     | Lydia V. Vesturtún   | EB Eiði      | 05   |